# Giro del Trentino 1986
Il Giro del Trentino 1986, decima edizione della corsa, si svolse dal 26 al 29 giugno 1986. Eccezionalmente non tenutasi come corsa a tappe e valida come Coppa Italia a squadre, la corsa fu vinta dalla Carrera Jeans-Vagabond, davanti a Del Tongo e Atala-Ofmega.

## Resoconto degli eventi
La corsa fu suddivisa in tre prove: una prova in pista, una in linea su strada e una cronostaffetta (cronometro a squadre), sempre su strada.
Nella prova su pista, divisa in quattro specialità, ci furono i successi dell'italiano Francesco Moser nell'inseguimento individuale, dell'italiano Stefano Allocchio nella corsa a eliminazione, dell'argentino naturalizzato italiano Octavio Dazzan nella velocità e dell'italiano Guido Bontempi nella corsa a punti.
Nella prova in linea, su un percorso di 235 km, concluse per primo l'italiano Marco Franceschini, che completò il percorso in 6h13'42", precedendo il connazionale Giuseppe Calcaterra e lo jugoslavo Primož Čerin.
Nella cronostaffetta, infine, arrivò davanti alle altre la Del Tongo.

## Ordine d'arrivo prova in linea (Top 10)
| Pos. | Corridore           | Squadra                         | Tempo    |
| ---- | ------------------- | ------------------------------- | -------- |
| 1    | Marco Franceschini  | Fibok Dromedario                | 6h13'42" |
| 2    | Giuseppe Calcaterra | Atala-Ofmega                    | a 0'55"  |
| 3    | Primož Čerin        | Malvor-Bottecchia               | a 1'01"  |
| 4    | Tullio Cortinovis   | Sammontana                      | a 1'26"  |
| 5    | Davide Cassani      | Carrera Jeans-Vagabond          | s.t.     |
| 6    | Emanuele Bombini    | Vini Ricordi-Pinarello-Sidermec | a 1'53"  |
| 7    | Urs Zimmermann      | Carrera Jeans-Vagabond          | s.t.     |
| 8    | Dag Erik Pedersen   | Ariostea                        | a 2'59"  |
| 9    | Alessandro Pozzi    | Gis Gelati                      | s.t.     |
| 10   | Luciano Loro        | Del Tongo                       | s.t.     |